# Leichtathletik-Weltmeisterschaften 2011/Teilnehmer (Estland)
| Gelbes Symbol für Goldmedaillen mit stilisierten Olympischen Ringen | Graues Symbol für Silbermedaillen mit stilisierten Olympischen Ringen | Braundes Symbol für Bronzemedaillen mit stilisierten Olympischen Ringen |
| ------------------------------------------------------------------- | --------------------------------------------------------------------- | ----------------------------------------------------------------------- |
| —                                                                   | 1                                                                     | —                                                                       |

Der Leichtathletik-Verband Estlands stellte bei den Leichtathletik-Weltmeisterschaften 2011 im koreanischen Daegu neun Teilnehmer.

## Ergebnisse

### Männer

#### Laufdisziplinen
| Athlet     | Disziplin | Vorlauf | Vorlauf | Halbfinale    | Halbfinale    | Finale        | Finale        |
| Athlet     | Disziplin | Zeit    | Platz   | Zeit          | Platz         | Zeit          | Platz         |
| ---------- | --------- | ------- | ------- | ------------- | ------------- | ------------- | ------------- |
| Marek Niit | 100 m     | 10,53 s | 32      | ausgeschieden | ausgeschieden | ausgeschieden | ausgeschieden |
| Marek Niit | 200 m     | 20,90 s | 29      | ausgeschieden | ausgeschieden | ausgeschieden | ausgeschieden |

#### Sprung/Wurf
| Athlet      | Disziplin  | Qualifikation | Qualifikation | Finale        | Finale        |
| Athlet      | Disziplin  | Weite/Höhe    | Platz         | Weite/Höhe    | Platz         |
| ----------- | ---------- | ------------- | ------------- | ------------- | ------------- |
| Märt Israel | Diskuswurf | 64,19 m       | 7             | 65,20 m       | 4             |
| Gerd Kanter | Diskuswurf | 63,50 m       | 9             | 66,95 m       | Silber        |
| Mihkel Kukk | Speerwurf  | 76,42 m       | 23            | ausgeschieden | ausgeschieden |

#### Zehnkampf
| Athlet        | Disziplin | 100 m   | Weit- sprung | Kugel- stoßen | Hoch- sprung | 400 m   | 110 m Hürden | Diskus- wurf | Stabhoch- sprung | Speer- wurf | 1500 m      | Punkte | Platz |
| ------------- | --------- | ------- | ------------ | ------------- | ------------ | ------- | ------------ | ------------ | ---------------- | ----------- | ----------- | ------ | ----- |
| Mikk Pahapill | Ergebnis  | 11,28 s | 7,12 m       | 14,76 m       | 2,02 m       | 50,65 s | 14,54 s      | 47,16 m      | 4,90 m           | 66,40 m     | 4:35,41 min | 8164   | 9     |
| Mikk Pahapill | Punkte    | 799     | 842          | 775           | 822          | 785     | 906          | 811          | 880              | 835         | 709         | 8164   | 9     |
| Andres Raja   | Ergebnis  | 10,85 s | 7,21 m       | 14,61 m       | 1,99 m       | 49,47 s | 14,04 s      | 43,39 m      | 4,70 m           | 57,35 m     | 4:52,28 min | 7982   | 15    |
| Andres Raja   | Punkte    | 894     | 864          | 766           | 794          | 839     | 969          | 734          | 819              | 698         | 605         | 7982   | 15    |

### Frauen

#### Laufdisziplinen
| Athletin   | Disziplin | Vorlauf | Vorlauf | Halbfinale | Halbfinale | Finale        | Finale        |
| Athletin   | Disziplin | Zeit    | Platz   | Zeit       | Platz      | Zeit          | Platz         |
| ---------- | --------- | ------- | ------- | ---------- | ---------- | ------------- | ------------- |
| Maris Mägi | 400 m     | 52,93 s | 22      | 53,27 s    | 21         | ausgeschieden | ausgeschieden |

#### Sprung/Wurf
| Athletin         | Disziplin  | Qualifikation | Qualifikation | Finale     | Finale |
| Athletin         | Disziplin  | Weite/Höhe    | Platz         | Weite/Höhe | Platz  |
| ---------------- | ---------- | ------------- | ------------- | ---------- | ------ |
| Anna Iljuštšenko | Hochsprung | 1,95 m        | 12            | 1,89 m     | 12     |

#### Siebenkampf
| Athletin     | Disziplin | 100 m Hürden | Hochsprung | Kugelstoßen | 200 m   | Weitsprung | Speerwurf | 800 m | Punkte | Platz |
| ------------ | --------- | ------------ | ---------- | ----------- | ------- | ---------- | --------- | ----- | ------ | ----- |
| Grit Šadeiko | Ergebnis  | 13,44 s      | 1,74 m     | 11,46 m     | 24,39 s | 6,28 m     | 42,84 m   | DNF   | 5190   | 25    |
| Grit Šadeiko | Punkte    | 1059         | 903        | 625         | 944     | 937        | 722       | 0     | 5190   | 25    |